# Ley de protección de la Flora y Fauna de 1988

Victoria

La Ley de protección de la Flora y Fauna de 1988 es una iniciativa del gobierno de la provincia Australiana de Victoria que tiene como objetivo la defensa y protección de las especies endémicas, del material genético y del hábitat de la región para prevenir la extinción de sus especies nativas, gravemente afectadas por la importación, consciente o inconsciente, de animales traídos a Australia por vía marítima durante la colonización inglesa. Esta ley busca permitir al máximo el restablecimiento de la biodiversidad para la posteridad. Es la primera vez a nivel mundial que un país adopta este tipo de legislación para la protección y la defensa de la naturaleza. La ley excluye específicamente los virus y a los agentes biológicos patógenos.
Las diferentes especies son registradas en la ley para poder declararlas en peligro e iniciar los diferentes procesos de protección.

## Leyes relacionadas
- Conservation, Forests and Lands Act 1987
- Sustainable Forest (Timber) Act 2004
- Forests Act 1958
- Forest Practices Code.

## Críticas
La asociación Lawyers for Forests (LFF) publica un estudio sobre esta Ley en el 2002 , donde expresa diferentes reservas sobre la falta de recursos para reforzar y aplicar esta legislación. También sobre la falta de transparencia de parte del gobierno con respecto a la contabilidad y además señala que dicha Ley puede ser inaplicable. Dicho documento identifica los siguientes factores:
- La ausencia de voluntad política para su implementación.
- La ausencia de fondos y recursos que permitan al Departamento del Medio Ambiente y de Recursos Naturales ("NRE"por sus siglas en inglés) implementarla efectivamente.
- Los objetivos de esta Ley son anulados por los intereses de sectores privados, como la industria forestal.